# Jorge Gerdau Johannpeter

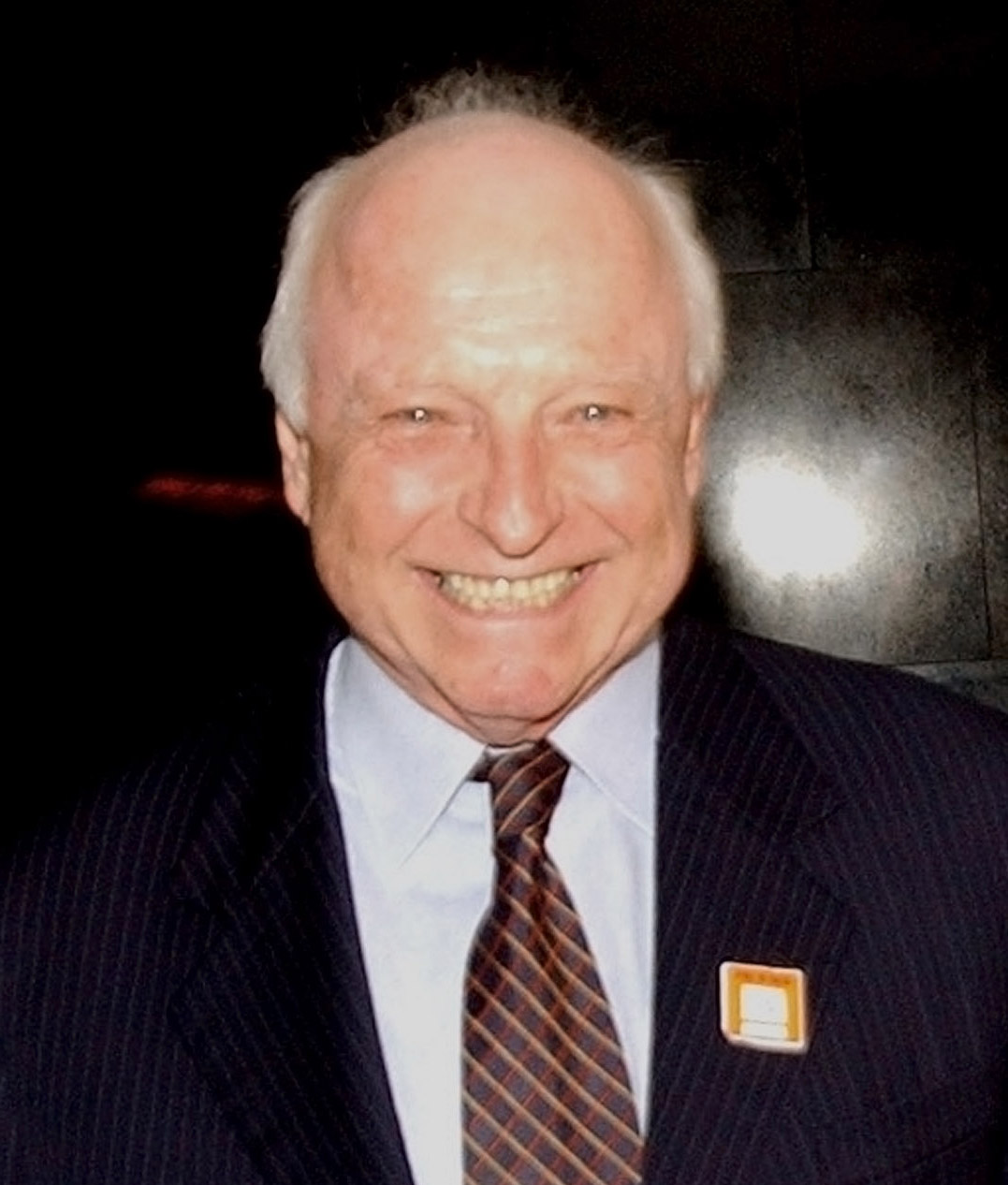
Jorge Gerdau Johannpeter (2006)

Jorge Gerdau Johannpeter (* 8. Dezember 1936 in Rio de Janeiro) ist ein brasilianischer Unternehmer.

## Herkunft
Jorge Gerdau Johannpeter stammt aus einer deutschen Einwandererfamilie ab. Es ist der dritte Sohn von Curt Johannpeter und seiner Frau, Helda Gerdau, der ältesten Tochter von Hugo Gerdau. Es ist der Urenkel von João Gerdau, dem Gründer der Gerdau-Gruppe. Die deutschstämmige Familie hatte sich im brasilianischen Bundesstaat Rio Grande do Sul niedergelassen, wo er aufwuchs und studierte. Jorge Johannpeter ist mit Maria Elena Pereira Johannpeter verheiratet. Jorge hat drei Brüder: Germano, Klaus und Frede, und fünf Kinder: Carlos, André, Beatriz, Marta und Karina Johannpeter.

## Werdegang
Johannpeter war von 1983 bis 2006 Vorstandsvorsitzender des Stahlkonzerns Gerdau S.A. in Porto Alegre im Bundesstaat Rio Grande do Sul und bis März 2015 Vorsitzender des Aufsichtsrats des Unternehmens. Seit 2011 ist er Präsident der Câmara de Políticas de Gestão, Desempenho e Competitividade (CGDC), die Präsidentin Dilma Rousseff in Wirtschafts- und Organisationsfragen berät.

## Ehrungen
- 2002: Großkreuz des Ordem Nacional do Mérito Científico
- 2010: Juran Medal der American Society for Quality
- 2012: Goldmedaille der Americas Society
- 2013: Verdienstkreuz 1. Klasse der Bundesrepublik Deutschland